# Вътрешна македонска революционна организация
 Тази статия е за организацията от 1919 до 1934 година.  За други значения вижте ВМРО (пояснение).  
Вътрешната македонска революционна организация (ВМРО, изписване до 1945 година: Вѫтрешна македонска революционна организация) е националноосвободителна организация на българите в Македония. Организацията е пряк наследник на Вътрешната македоно-одринска революционна организация (ВМОРО) и е припозната от мнозинството македонци като тяхна освободителна организация. ВМРО е възстановена от Тодор Александров, след като Македония е повторно разделена между Сърбия, Гърция и България в края на Първата световна война. Институтите, структурата на революционните мрежи, четническите организации са пряко заимствани от старата организация, откъдето идват и мнозинството от дейците на ВМРО. За основна цел тя си поставя придобиване на политическа автономия на Македония и обединението ѝ в една независима държава с преобладаващо българско население, със столица Солун – теза, подкрепяна от правителството на Александър Малинов с оглед на политическата изолация и недоверие към България от страна на Великите сили. Във връзка с това ВМРО изгражда базите си в България.
В противовес на ВМРО, федералистите и крайно левите дейци на ВМОРО създават редица организации, чиято цел е да изместят ВМРО като главен двигател на македонското революционно движение с идеи за автономия на Македония в рамките на Балканска федерация. Те се поставят в услуга на Гърция, Кралство Югославия, СССР и Коминтерна. За да продължи революционната дейност в новите условия, ВМРО се включва в политическите борби в България, а същевременно обособява Пиринска Македония за своя „държава в държавата“ чрез Спомагателната организация на ВМРО. Дейци на ВМРО се поставят в услуга на отделни партии, като извършват редица политически убийства, в това число – и на министър-председателя Александър Стамболийски; влизат в задочни конфликти с български правителства и участват косвено в Деветоюнския преврат, а също и в потушаването на Септемврийското въстание в Пиринска Македония. В резултат ВМРО за врагове печели земеделците, комунистите, федералистите, народняците, а звенарите по-късно забраняват ВМРО. След обявяването на прокомунистическия Майски манифест ВМРО губи част от доверието към себе си в България и Западна Европа и търпи разцепление в собствените си редици, вследствие на което ръководителят ѝ Тодор Александров е убит.
Новият ѝ лидер Иван (Ванче) Михайлов предприема крути мерки по унищожението на всички фракционистки крила в македонското революционно движение. До забраната на ВМРО през 1934 година организацията е постоянно разкъсвана от междуособици и братоубийствени борби. В резултат организацията измества основната си дейност от неконвенционална борба с въоръжени чети към изолирани терористични актове, най-важният сред които е убийството на югославския крал Александър I Караджорджевич. Атентатът е извършен с помощта на хърватската революционна и терористична организация Усташа, с подкрепата на Унгария и фашистка Италия, остават съмнения за участието и на нацистка Германия – радетели за промяна на статуквото, наложено от Версайската система от мирни договори след края на Първата световна война. Правителството на Кимон Георгиев забранява ВМРО след Деветнадесетомайския преврат, но част от дейците ѝ продължават нелегалната си дейност дори след края на Втората световна война.
Оценките за ВМРО като цяло са много и крайно противоречиви. След демократичните промени в България и Северна Македония се създават редица организации ВМРО, считащи се за наследници на историческата организация. Сред тях са ВМРО-БНД, ВМРО-ДПМНЕ, ВМРО-НП и други.

## Предистория
След подписването Солунското примирие на 29 септември 1918 година, Царство България прекратява своето участие в Първата световна война. По това време структурите на ВМОРО, които изцяло са се влели в състава на Българската армия, след демобилизацията ѝ окончателно се разпадат. Вардарска и Егейска Македония са включени отново в пределите съответно на Кралството на сърби, хървати и словенци и на Кралство Гърция. България е окупирана от части на Антантата, с което се оформя Втора национална катастрофа, утвърдена на 27 ноември 1919 с Ньойския договор. По силата на този договор е отнето суверенното право на България да поддържа свои въоръжени сили и са орязани допълнителни територии. Подписалият договора Александър Стамболийски се опитва да изведе страната от международната изолация. След Първата световна война победителките превръщат своята съюзничка Сърбия в истинска малка империя. Срещу тази два пъти по-голяма и враждебно настроена държава България е обезоръжена. Съзнавайки слабостта на страната, министър-председателят се стреми да поддържа добри отношения със западната съседка. Това вкарва правителството в конфликт с македонските българи, обвиняващи го в национално предателство. Още с поемането на премиерския пост през октомври 1919 г. Александър Стамболийски започва да съставя списъци за арест на отговорните за намесата на България във войната на страната на Централните сили. Сред тях са и генерал Александър Протогеров и Тодор Александров, членове на ЦК на ВМОРО, които са прибрани в участъците на 4 ноември 1919 г. Новото СХС Кралство иска двамата да му бъдат предадени, за да обезглави опасната организация. Стамболийски е против, но не смее да откаже. Все пак с помощта на столичния полицейски началник Антон Прудкин се инсценират събития, при които двамата затворници успяват да избягат. Веднага след бягството си двамата нелегални се заемат с възстановяването на организацията в Пиринска Македония, която след това ВМРО превръща в „държава в държавата“.

## Възстановяване и укрепване на революционната организация (1919 – 1924)

### Възстановяване на организацията
На 20 декември 1919 година дейци на ВМОРО провеждат в София тайно съвещание, на което Вътрешната македоно-одринска революционна организация е възстановена като Вътрешна македонска революционна организация. Съвещанието е инициирано от членовете на последния централния комитет на ВМОРО, избран през 1911 година: Тодор Александров, Петър Чаулев и Александър Протогеров (избран да замести убития през войната Христо Чернопеев). Официално възстановяването е оповестено на 19 март 1920 година. Името на организацията е променено, защото след войната се е обособила отделна Вътрешна тракийска революционна организация (ВТРО), действаща в Западна Тракия под водачеството на Тане Николов. Против възстановяването на организацията в този ѝ вид се обявяват отделни дейци на ВМОРО като Христо Татарчев, представители на Временното представителство на бившата ВМОРО и Македонската федеративна организация.
ВМРО се обявява за автономия на Македония и в защита на българското население там. На 3 февруари 1920 година Тодор Александров, Александър Протогеров, Иван Каранджулов, Никола Стоянов, Георги Баждаров, Михаил Монев, Аргир Манасиев, Наум Томалевски и други участват в заседанието, на което се взема решение за възстановяване на четническата дейност във Вардарска и Егейска Македония. Към май 1920 година организацията разполага със 17 чети във Вардарска Македония и 5 в Егейска, съставени от по 15 четници и трима в резерва. Възстановени са революционните окръзи – Скопски, Битолски, Струмишки, Серски и Солунски, околийските и селските райони. По цялата граница на България с Македония са създадени пунткове на ВМРО, които отговарят за цялата революционна дейност във вътрешността. В Горна Джумая това е Иван Караджов, в Петрич Атанас Маджаров и Стоян Филипов в Неврокоп. Без да се свика конгрес, Тодор Александров, Александър Протогеров и Петър Чаулев са преизбрани за членове на ЦК на ВМРО, а за членове на Задгранично представителство на ВМРО, второ по значение след ЦК, са избрани Георги Баждаров, Наум Томалевски и Кирил Пърличев. От друга страна, Димитър Влахов е избран за резервен член на ЦК, като представител на лявото крило.
ВМРО решава да подпомогне югославските комунисти на изборите от есента на 1920 година, чиято главна задача е децентрализиране на кралството. Четите на ВМРО остават до късна есен във Вардарска Македония като агитират сред местното население да се гласува за комунистите. В резултат на изборите в „Южна Сърбия“ комунистите печелят 18 от 45 мандата. Отделно сръбските официални власти констатират, че ВМРО е възстановила революционните си мрежи в цяла източна Македония.

### Въоръжени действия на ВМРО в Гърция и Сръбско-хърватско-словенското кралство
Между 26 – 30 юни 1920 година започва същинската подготовка по възстановяването на революционната дейност в Македония. През Албания в Охридско, Дебърско, Битолско, Прилепско и Тиквешко се прехвърлят четите на Александър Протогеров, Петър Чаулев, Трайко Павлов и Петър Мусев, които с помощта на местни войводи се противопоставят на сръбската армия. Тодор Александров, Панчо Михайлов, Иван Бърльо, Симеон Клинчарски, Лазар Велков, Ефрем Чучков и Кръстьо Лазаров правят същото от източната страна на река Вардар. Към 4 декември 1921 година във Вардарска Македония по данни на ВМРО действат 11 нелегални чети на изток от Вардар и 8 на запад, а общо нелегалните революционери са 1620 души. Срещу тях действат сръбската армия, контрачетници на Църна рука и сръбски колонисти. По данни на ВМРО през 1921 година са дадени 22 сражения, а през 1922 година 56 сражения, а загубите на сръбските сили към януари 1923 година възлизат на 263 убити и над 800 ранени войници, жандарми и контрачетници. Сред убитите са 6 армейски офицери, 9 жандармерийски офицери и 11 войводи на контрачети. ВМРО губи 52 четници и 7 войводи, а други 143 са ранени.
В Егейска Македония срещу гръцките войски в същото време действат 316 нелегални революционери със 7 чети: пет във Воденско, Леринско и Костурско (на войводите Андон Качарков, Георги Хазнатарски, Иван Келпеков и др.) и по една в Солунско (Илия Дигалов) и Сярско (Митьо Илиев). Общо 152 куриери, пряко подчинени на ЦК на ВМРО, действат и в двете области. Водят се над 20 сражения с гръцка армия и жандармерия. Гръцките власти интернират и затварят стотици българи, а други са насилствено мобилизирани в гръцката армия по време на Гръцко-турската война (1919 – 1922).
През 1923 – 1924 г. във Вардарска Македония вече действат 53 въоръжени чети на ВМРО: 36 навлезли от България, 12 местни и 5 дошли от Албания. Общата им численост по данни на ВМРО е 3245 нелегални четници, 79 войводи, 54 подвойводи, 41 секретари на чети и 193 куриери. Те водят общо 119 сражения, извършват 73 атентати на административни и инфраструктурни цели, а сръбските сили губят 279 войници, 9 офицери и 16 войводи на контрачети и жандармерийски офицери. Ранени са повече от 1300 войници и офицери. ВМРО губи 56 четници, 7 войводи и 5 подвойводи. Арестувани са общо 11 890 мирни граждани, от които 1020 са убити, а над 6200 са осъдени на затвор.
В Гръцка Македония действат 24 чети и 10 местни разузнавателни групи от по 3 – 4 души. Общо това са 380 души – 18 войводи, 22 подвойводи, 11 секретари и 25 куриери, които дават 42 сражения и извършват 27 атентата. От гръцка страна жертвите се равняват на 83 военни, сред които 5 офицери и 8 андартски капитани, а други 230 са ранени. Организационни хора ВМРО губи 20 четници и двама войводи, а ранени са 48 души. Гръцката власт репресира мирното население като над 600 души безследно изчезват, а над 8000 губят имот, биват интернирани и измъчвани.
Според сръбски източници в Петричко в този период са съсредоточени 9100 четници на ВМРО, а според съветски – 35 000 души, въоръжени с оръжие за 100 000, до 150 картечници, 10 полеви и 4 гаубични оръдия, и неустановен брой планински оръдия За да прекрати преминаването на въоръжените чети в Кралството на сърби, хървати и словенци от България сръбската власт затваря общата граница и започва изграждането на силна фортификация с вълчи ями, телени мрежи, окопи с картечници и наблюдателни кули.

### Международна подкрепа и организиране на бежанците
Тодор Александров е подкрепен при тайни преговори от правителството на Италия за създаване на канали и представителства на ВМРО на тяхна територия. Същото постига Александър Протогеров в Австрия, Унгария и Албания. Сключват се и споразумения с албански революционери от Косово и Албания, и с Хърватската селска партия за общи легални действия в Кралска Югославия, и с Турция за съвместни българо-турски действия в Егейска Македония. Правят се много легални опити за извоюване на права на българите в Македония, до един провалени от нежеланието на Гърция и Югославия за преговори. Членът на ЦК на ВМРО Петър Чаулев трайно се установява в Рим, където да ръководи дейността в Западна Европа.
В началото на 20-те години на XX в. в България се създават културно просветните бежански организации СМКПББ, МДД, МЖС, ММКПС и МСД „Вардар“, които заедно с МНИ и Илинденската организация подпомагат с дейността си революционното движение. Зад граница действат МПО, в САЩ и Канада, МССЧ в Западна Европа и други, които развиват и пропагандна дейност сред западните общества. Във вътрешността на Македония действат шпионско-разузнавателните ТКПОМБ и ММТРО. Всички те са особено активни след като властта във ВМРО поема Иван Михайлов. Между 1927 – 1933 година в Женева се издава официалният печатен орган на ВМРО вестник „Маседоан“ под редакторството на Симеон Евтимов, а след смъртта му от Димитър Цилев. Всички те се подпомагат идейно и материално от ВМРО.
На парламентарните избори от 1923 година Иван Караджов е избран като народен представител от Неврокоп. Постепенно около него се създава Македонска парламентарна група, която обслужва интересите на македонските бежанци и на ВМРО..
С подписването на Ньойския договор България е задължена да поеме македонските бежанци с българско национално самосъзнание от Северна Гърция. Повод за подписването на българо-гръцката конвенция за покровителство на националните малцинства Калфов – Политис става Търлиския инцидент от 1924 година, при който са убити невинни българи от страна на гръцката армия. Тодор Александров заповядва бежанците да не се прехвърлят в България, за да не се обезбългари Егейска Македония, но преждевременната му смърт и настъпилата криза във ВМРО осуетяват тези планове.

### Конфронтация с федералистите, земеделците, народняците и комунистите
На 30 май 1921 г. военният министър Александър Димитров се среща в Белград с министър-председателя на югославското кралство Никола Пашич и му обещава да не пропуска чети в Македония. Земеделското правителство подкрепя новосъздадената Македонска федеративна организация за борба срещу ВМРО. Така правителството на БЗНС и ВМРО влизат в остър конфликт. В резултат правителствените служители Борис Козлев, Никола Кушев, Гьорче Петров и Александър Димитров са убити от хора на ВМРО. В отговор е окръзите София, Кюстендил и Петрич е обявено военно положение. Министърът на вътрешните работи Райко Даскалов нарежда преследване на революционерите в Неврокопско. През ноември 1921 година ръководителите на МФРО се срещат в Тирана с члена на ЦК на ВМРО Александър Протогеров и договарят общи действия срещу сръбския режим, към договорката са включени и албанските революционери. По-късно Тодор Александров отказва да признае тази договорености.

Разколът във ВМРО приема опасни форми и размери, заплашващи самото ѝ съществуване. Противниците на Александров през април-май 1922 г. формират нелегален Централен революционен федеративен комитет в състав Крум Зографов, Александър Панов, Григор Циклев, Велко Мандарчев, Заре Секулички и Лазар Тодоров. Комитетът има и Задгранично представителство, в което влизат Филип Атанасов, Никола Юруков и дотогавашните най-близки сътрудници на Александров Славе Иванов и Стоян Мишев. През април 1922 г. е организирана специална чета с войвода Крум Зографов, която има за задача да ликвидира намиращия се във Вардарска Македония Александров и да постави под контрола на федералистите създадената от него организационна мрежа. Организацията на свой ред на 22 август 1922 година обявява Пиринска Македония за своя „държава в държавата“, подкрепена от Конституционния блок, и създава революционни мрежи като в гръцка и сръбска Македония, назначава собствени съдии и полиция, и събира данъци. 
Между 14 – 17 октомври 1922 година чети на ВМРО начело с Алеко Василев и Георги Атанасов, вече започнали постепенно да се отцепват от организацията, окупират Неврокоп в така наречената Неврокопска акция на ВМРО и прогонват четата на федералистите на Тодор Паница. Деецът на федералистката организация Григор Циклев в Кюстендил на 17 ноември 1922 година убива Велин Алайков, участник в преговорите между ВМРО и враждебното ѝ земеделско правителство на Александър Стамболийски. В отговор ВМРО извършва така наречената Кюстендилска акция на ВМРО.
След подписването на Нишката спогодба от 23 март 1923 правителството на БЗНС влиза в директен конфликт с ВМРО, въоръжава и изпраща федералисти и оранжевогвардейци срещу тях, но при Сатовча и Юндола вътрешната организация ги разбива. Успоредно с това ВМРО организира акции, за да прогони сръбските колонисти във Вардарска Македония и води сражения със сръбски и гръцки войски.
При подготовката на преврат от страна на Военния съюз в началото на 1923 година политическият секретар на Съюза майор Никола Рачев се среща с Тодор Александров и договаря условията за сътрудничество. При извършването на Деветоюнския преврат от 1923 година четите и милициите на ВМРО са в пълна бойна готовност да се противопоставят на евентуално сръбско нахлуване в България. Въпреки че ВМРО официално не взима пряко участие в преврата, четата на Величко Велянов участва в убийството на Александър Стамболийски. Хора като Иван Михайлов, Симеон Евтимов, който действа в Пловдивско и Татарпазарджишко, Йордан Чкатров, Васил Шалдев, Кирил Дрангов и други участват в потушаването на въстанието.
На среща между БКП и ВМРО се съгласува втората да остане неутрална при избухването на Септемврийското въстание, стига то да не обхване Пиринска Македония. Въпреки това комунистически въоръжени отряди се появяват в Горна Джумая и Разлог, след което ВМРО се намесва и потушава въстанието в областта. Под силен международен натиск от страна на Великобритания и Франция правителството на Александър Цанков започва да преследва и арестува легални бежански дейци в София, Кюстендил и Петрич, което сериозно влошава отношенията с ВМРО.

### Сближаване с българските и съветските комунисти
Усложнената политическа обстановка в България и конфликтите с повечето политически течения кара ЦК на ВМРО да търси нов съюзник. Още през юли 1923 година ВМРО изпраща тайно в Москва на преговори със СССР и Комунистическия интернационал Михаил Монев и Димитър Влахов, които да търсят подкрепа за революционното движение в Македония. След основаването на ВМРО през 1920 г. Влахов е избран за резевен член на ЦК, като представител на лявото крило. В резултат на тези действия на 9 април 1924 във Виена представителите на ВМРО Петър Чаулев и Димитър Влахов, на СССР и Коминтерна Соломон Голдщайн (Черски), на БКП Никола Харлаков и Филип Атанасов от Македонската федеративна организация подписват декларация за сътрудничество. На 29 април 1924 г. тримата представители на ЦК на ВМРО, които са се събрали във Виена, като се солидаризират с постигнатото дотогава в преговорите, подписват декларация „За обединението на македонското освободително движение и приобщаването на ВМРО към общобалканския революционен фронт“. На 30 април ЦК на ВМРО и ЦК на МФО подписват и протокол за обединение на македонското революционна движение. Тези няколко документа, създадени от двете организации с активното посредничество на съветските представители не са предвидени за публикуване. Поради това ЦК на ВМРО решава да оповести чрез манифест за станалото помирение и принципите, на които то се основава. Докато още се обсъжда окончателния текст на манифеста, Т. Александров заминава за Лондон. Замества го с право на съвещателен глас резервният член на ЦК Д. Влахов. Така на 6 май 1924 година във Виена е подписан Майския манифест на ВМРО от Александър Протогеров и Петър Чаулев, които са упълномощени да водят преговорите и да представляват организацията. Решено е манифеста да бъде обявен от ВМРО в скоро време.
Въпреки договореното, „Виенската централа“ не изпълнява задълженията си спрямо ВМРО да премахне федералистките чети в Македония. Тодор Александров и Александър Протогеров се разколебават да оповестят манифеста. Привикват Димитър Влахов и Петър Чаулев да се приберат в България и да прекъснат връзка с федералистите и комунистите, а успоредно с това запознават и дейците на ВМРО, с пазените дотогава в тайна преговори. На 18 юли 1924 година във в. „Балканска федерация“ е публикуван Майския манифест, чието съдържание е предоставено от Димитър Влахов. Тодор Александров и Александър Протогеров опровергават „комунистическата мистификация“ и нареждат на всичките дейци на ВМРО в чужбина да разграничат ВМРО от комунистите. Отделни кръгове изразяват притеснението си от „болшевизацията“ на ВМРО. На 2 август 1924 година Александров и Протогеров издават окръжно № 774, в което признават официално за водените преговори с федералисти и комунисти, но отричат някога да са подписвали манифеста. Георги Димитров и Васил Коларов разбирайки, че ВМРО се е отказала от договореностите взимат решение за създаване на ВМРО (обединена).

### Убийството на Тодор Александров и ответната реакция на Иван Михайлов
След обявяването на Майския манифест срещу ВМРО застават едновременно разочарованите комунисти и правителството на Александър Цанков. Тодор Александров се свързва с Коста Янков, началник на военния отдел при ЦК на БКП, с който търси среща, за да неутрализират създадените проблеми. В същото време ескалират разногласията в организацията. Александър Протогеров провежда конгрес на Струмишкия революционен окръг без знанието на Тодор Александров, заради което двамата влизат в задочен спор. Тодор Александров е решен да търси отговорност на Алеко Василев, ръководителя на Серския революционен окръг, за многото повдигнати сигнали срещу него за злоупотреба с власт. На среща между Александър Протогеров, Алеко Василев и Георги Атанасов се постига споразумение за отстраняването на Тодор Александров.
В такава сложна политическа ситуация е извършено убийството на Тодор Александров на 31 август 1924 година. На път за конгреса на Серския революционен окръг в Пирин планина край Сугарево Тодор Александров и телохранителя му Панзо Зафиров са застреляни от Динчо Вретенаров и Щерьо Влахов, а пътуващият с тях Александър Протогеров е оставен жив. Новината за убийството на Александров е запазена в тайна дълго време. Проведен е и конгресът на серския окръг, на който Петър Чаулев и Димитър Влахов са изключени от ВМРО за тежки престъпления спрямо организацията.
Секретарят на Тодор Александров Иван (Ванче) Михайлов организира среща на 12 септември 1924 в Горна Джумая, на която да се реши съдбата на ВМРО, станала по-късно известна като Горноджумайските събития. Заедно с Йордан Гюрков, Кирил Дрангов, Панчо Михайлов, Кирил Пърличев, Георги Баждаров, Наум Томалевски и Иван Караджов решават и наказват моралните виновниците за убийството на Тодор Александров – Алеко Василев и Георги Атанасов. В деня на срещата Горна Джумая е затворен от въоръжени чети на ВМРО, а българската армия и власт остават неутрални. Кирил Пърличев и Георги Баждаров се застъпват за Александър Протогеров и той бива оставен жив. Като член на ЦК той подписва окръжно за откриване и наказване на физическите убийци на Тодор Александров. Успоредно с това започва прочистване на крайно левите македонски революционери в София, Пловдив и други градове, като за няколко дни са убити над 20 души. Сред тях са Димо Хаджидимов, Владислав Ковачев, Чудомир Кантарджиев, Георги Скрижовски и Александър Буйнов. На 23 декември 1924 година в Милано е убит и бившият член на ЦК Петър Чаулев. В междуособиците за периода 1924 – 1926 година загиват общо 76 души.

## ВМРО под водачеството на Иван Михайлов (1924 – 1934)

### Промени в ръководството на организацията
На тайно съвещание на ВМРО от 17 септември 1924 година е решено да се пристъпи към подготовка за общ конгрес на организацията, а Иван Михайлов е назначен за секретар на ЦК, в разрез с устава и правилника от единствения негов член Александър Протогеров. На друго тайно съвещание от 21 септември Иван Михайлов е назначен за отговарящ Петричкия район, де факто Иван Михайлов става едноличен ръководител на ВМРО. С окръжно от 2 октомври до „второ нареждане“ пренасочва всички звена да отговарят пред ЦК, като така подготвя отстраняването на несигурните легални и нелегални дейци на ВМРО.
Шестият конгрес на ВМРО в Сърбиново се провежда между 9 и 12 февруари 1925 година. Програмата на конгреса включва отчет на ЦК за периода 1911 – 1924 година, приемане на нов устав и правилник на организацията, преначертаване на териториалната структура, избор на нови ЦК и ЗП и решения за бъдещата дейност на организацията. С гласуване за членове на Задграничното представителство на ВМРО са избрани Кирил Пърличев, Георги Баждаров и Наум Томалевски. Като резервни представители на Задграничното представителство са избрани Тома Карайовов, Йордан Бадев и Ангел Узунов. Заедно с членовете на ЦК на ВМРО Иван Михайлов, Георги Попхристов и Александър Протогеров, и заместник членовете Петър Шанданов, Йордан Гюрков и Никола Василев образуват един висш съвет на ВМРО.
Новият устав се застъпва повторно за политическа автономия на Македония в географските ѝ граници, а ВМРО ще се стреми да открие и накаже всички виновници за убийството на Тодор Александров. Задграничното представителство става избираемо на конгресите, срещу което се обявява Ангел Узунов – дотогава Представителството е назначавано от Централния комитет на ВМРО. Иван Михайлов е назначен за ръководител на Скопския революционен окръг, Георги Попхристов за Битолски и Александър Протогеров за Серски, Солунски и Струмишки. Всичките спомагателни организации на ВМРО допълнително развиват дейност.

### Състояние на четническия апарат
ВМРО в началото на 1925 година разполага с 976 въоръжени хора във Вардарска Македония. Те формират 39 чети и 17 групи, както и 63 куриери. Като резерви в пунктовете в Пиринска Македония са 179 души, а други 1160 са в почивка. В Егейска Македония организацията разполага със 143 въоръжени души в 11 чети, 16 групи и 12 куриери, а техни заместници в България са 45 четници и 96 почиващи. Общо ВМРО има апарат от 15 200 въоръжени четници, с които гарантира сигурността си. Членовете на ЦК на ВМОРО си поделят организационната работа по окръзи: Георги Попхристов завежда Битолския, Александър Протогеров – Солунския, Струмишкия и Серския, а Иван Михайлов – Скопския и Петричкия.
От 3 април 1925 година в Битолския революционен окръг действа нелегално ръководство с Алексо Стефанов – председател, Петър Шанданов – зам.председател и Крум Петишев – секретар. Петър Шанданов става и битолски околийски войвода с 11 души чета, Алексо Стефанов демирхисарски със 17, крушевски е Иван Джонев с 25, ресенски е Тасе Христов с 9, Лерински е Илия Которкин с 18, костурски е Андон Попщерев с 11, стружки е Стефан Алабаков с 20, охридски е Наум Йосифов с 23, прилепски е Петър Костов – Пашата с 33, преспански е Петър Ангелов с 16 души четници. Към тях се присъединяват и Борис Изворски с 23 четници в охридско и Петър Трайков в Дебърско с 22 четници.
В Скопския революционен окръг царевоселски околийски войвода е Дончо Христов с 18 четници, кочански е Евтим Полски с 22, кумановски е Кръстьо Лазаров с 26, кратовски е Мите Опилски с 19, паланечки е Стоян Върбенов с 21 и велешки е Стефан Петков – Сиркето с 27 четници.
В Солунския революционен окръг солунски околийски войвода е Михаил Шкартов с 11 четници, кукушки е Иван Марков с 9, а кавалски е Костадин Ганчев с 10 четници. Там действа и отряд от трима души на Никола Петров. В Серски революционен окръг серски околийски войвода е Михаил Скендеров с 10 четници, там е и четата на Митьо Илиев със 7 четници. В Демирхисарска околия действат Митьо Илиев с 18 четници и неговият подвойвода Иван Паскалев с 15. В Драмска околия главен войвода е Андон Ботев с 14 четници, а Тодор Чоков и Никола Попов водят съответно 6 и 5 четници. В Струмишки революционен окръг струмишки околийски войвода е Георги Въндев с 23 четници, при него действат и войводите Михаил Постуларски с 14 четници и Йосиф Киров с 18 души. Радовишки околийски войвода е Константин Попатанасов с 16 четници. Там са още Ставруш Месаров със 7 души специален отряд и отряд от трима на Бекир Юсеинов. Малешевски околийски войвода е Евтим Чифлишки с 20 четници. Григор Василев и Евтим Стойчев ръководят специални групи там от по 9 и 5 души.
Иван Михайлов издава указания и правила за всички чети, за да засили дисциплината в организацията, да сведе до минимум шпионствата, и да намали до минимум репресиите срещу мирното население. Забранява се без знанието на ЦК на ВМРО да се привличат нови членове, четите да влизат във вътрешността на Македония и да извършват акции. Всички войводи и четници в почивка са задължени да се обличат, изглеждат и държат „по европейски“, да не злоупотребяват с положението си и да не носят оръжие. Редица войводи се възпротивяват и по заповед на Иван Михайлов Иван Бърльо, Панчо Михайлов и други са убити. От февруари 1925 година четите се реформират и занапред действат на по „тройки“, „петорки“ или до максимум 10 души, срещу което сериозно се противопоставя Александър Протогеров. От 5 март до 5 май 1925 година в лагери на ВМРО се подготвят 500 млади четници и войводи, разпределени в 50 чети от по 8 четници и двама подвойводи. В градовете и селата на окупирана Македония се създават „тройки“, които при нужда да изпълняват атентати срещу предварително подбрани цели, тактика която по-късно ще измести изцяло четническите акции.
През 1925 година българската армия снабдява ВМРО с оръжие, бойни припаси и облекло. Околийските чети са екипирани в пълни бойни униформи и оръжие, а също и с компаси, патрондаши, бомби, цианкалий и термометри. През януари 1926 година на разположение на ВМРО в Пиринска Македония са 6714 въоръжени души, други 1651 местни четници и 8107 мъже са годни за оръжие.

### Продължение на въоръжената революционна борба
| Списък на нелегално действалите борци в Македония в периода 1924 – 1934 година   | Списък на нелегално действалите борци в Македония в периода 1924 – 1934 година | Списък на нелегално действалите борци в Македония в периода 1924 – 1934 година | Списък на нелегално действалите борци в Македония в периода 1924 – 1934 година | Списък на нелегално действалите борци в Македония в периода 1924 – 1934 година                                                                      | Списък на нелегално действалите борци в Македония в периода 1924 – 1934 година |
| Име                                                                              | Години                                                                         | Селище                                                                         | Околия                                                                         | Бележки |                                                                                |
| -------------------------------------------------------------------------------- | ------------------------------------------------------------------------------ | ------------------------------------------------------------------------------ | ------------------------------------------------------------------------------ | --- | ------------------------------------------------------------------------------ |
| Велешка околия                                                                   |                                                                                |                                                                                |                                                                                | |                                                                                |
| 1. Каменъ Андрѣевъ                                                               | 50                                                                             | Уланци                                                                         | Велешко                                                                        | Безъ образование. Загиналъ на 6 авг. 1925 г. |                                                                                |
| 2. Сандо Димитровъ                                                               | 26                                                                             | Княжево                                                                        | Софийско                                                                       | Прогимназиално образование. Загиналъ на 6 авг. 1925 г.                                                                                              |                                                                                |
| 3. Арсо Илиевъ                                                                   | 28                                                                             | Сълпъ                                                                          | Велешко                                                                        | Безъ образование. Загиналъ на 22 септ. 1925 г. |                                                                                |
| 4. Илия                                                                          |                                                                                | Чашка                                                                          | Велешко                                                                        | |                                                                                |
| 5. Иван Карпаровъ                                                                |                                                                                | Панагюрище                                                                     |                                                                                | Висше образование. Загиналъ на 6 авг. 1925 г. |                                                                                |
| 6. Тодоръ Кушевъ                                                                 |                                                                                | Велесъ                                                                         |                                                                                | Висше образование. Загиналъ на 6 авг. 1925 г. |                                                                                |
| 7. Димитъръ Лазаровъ                                                             | 27                                                                             | Радомиръ                                                                       |                                                                                | Срѣдно образование. Загиналъ на 6 авг. 1925 г. |                                                                                |
| 8. Славчо П. Матовъ                                                              | 25                                                                             | Велесъ                                                                         |                                                                                | Прогимназиално образование. Загиналъ на 6 авг. 1925 г.                                                                                              |                                                                                |
| 9. Пано Николовъ                                                                 | 40                                                                             | Велесъ                                                                         |                                                                                | Основно образование. |                                                                                |
| 10. Христо Петровъ                                                               | 32                                                                             | Чичево                                                                         | Велешко                                                                        | Безъ образование. Загиналъ 6 авг. 1925 г. |                                                                                |
| 11. Асенъ Рупчинъ                                                                | 25                                                                             | Банско                                                                         |                                                                                | Прогимназиално образование. Загиналъ 6 авг. 1925 г.                                                                                                 |                                                                                |
| 12. Стефанъ Петковъ Сиркето                                                      | 50                                                                             | Чирпан                                                                         |                                                                                | Прогимназиално образов. Поминалъ се презъ 1926 г.                                                                                                   |                                                                                |
| 13. Петър Станчевъ                                                               | 32                                                                             | София                                                                          |                                                                                | Войвода. Гимназиално образование. Загиналъ на 6 авг. 1925 г.                                                                                        |                                                                                |
| 14. Трайчо Чундев                                                                |                                                                                | Кожле                                                                          | Велешко                                                                        | Висше образование. Убитъ отъ комуниститѣ следъ 1944 г. въ гр. Скопйе.                                                                               |                                                                                |
| Воденска околия                                                                  |                                                                                |                                                                                |                                                                                | |                                                                                |
| 1. Ташо Гиздаровъ                                                                |                                                                                |                                                                                | Мегленско                                                                      | Убитъ на Каймакъ-Чаланъ презъ 1933 г., м. октомврий                                                                                                 |                                                                                |
| 2. Григоръ Джинджифиловъ                                                         |                                                                                |                                                                                |                                                                                | |                                                                                |
| Гевгелийска околия                                                               |                                                                                |                                                                                |                                                                                | |                                                                                |
| 1. Стефанъ Каркалашевъ                                                           |                                                                                | Богданци                                                                       | Гевгелийско                                                                    | Прогимназиално образование. |                                                                                |
| 2. Борисъ Левтеровъ                                                              |                                                                                | Богданци                                                                       | Гевгелийско                                                                    | Прогимназиално образование. |                                                                                |
| 3. Стоянъ Мандаловъ                                                              |                                                                                | Стояково                                                                       |                                                                                | Войвода. Прогимназиално образование. Загиналъ 29 септ. 1933 г.                                                                                      |                                                                                |
| 4. Кръсто Петрушевъ                                                              |                                                                                | Богданци                                                                       | Гевгелийско                                                                    | |                                                                                |
| 5. Спасъ Таушановъ                                                               |                                                                                | Богданци                                                                       | Гевгелийско                                                                    | |                                                                                |
| 6. Пено Гърчишки                                                                 |                                                                                | Гърчище                                                                        |                                                                                | |                                                                                |
| 7. Ванчо Козовъ                                                                  |                                                                                |                                                                                |                                                                                | |                                                                                |
| 8. Иванъ Ванчевъ                                                                 |                                                                                | Богданци                                                                       | Гевгелийско                                                                    | |                                                                                |
| 9. Мито Гайдата                                                                  |                                                                                |                                                                                |                                                                                | |                                                                                |
| 10. Якимъ п. Дучевъ                                                              |                                                                                | Богданци                                                                       | Гевгелийско                                                                    | |                                                                                |
| 11. Нишо                                                                         |                                                                                | Серменинъ                                                                      | Гевгелийско                                                                    | |                                                                                |
| 12. Александъръ п. Ташевъ                                                        | 26                                                                             | Мачуково                                                                       | Гевгелийско                                                                    | Прогимназиално образование. Загиналъ 2 окт. 1924 г.                                                                                                 |                                                                                |
| 13. Аргиръ Таневъ                                                                |                                                                                | Стояково                                                                       | Гевгелийско                                                                    | |                                                                                |
| 14. Георги п. Митовъ                                                             |                                                                                | Гевгели                                                                        |                                                                                | Войвода. Прогимназиално образование. |                                                                                |
| 15. Костадинъ Христовъ                                                           |                                                                                |                                                                                |                                                                                | |                                                                                |
| 16. Филипъ                                                                       |                                                                                | Фурка                                                                          | Дойранско                                                                      | |                                                                                |
| 17. Фильо                                                                        |                                                                                | Смоквица                                                                       | Гевгелийско                                                                    | |                                                                                |
| 18. Динката Фурски                                                               |                                                                                | Фурка                                                                          | Дойранско                                                                      | |                                                                                |
| 19. Киро Яневъ                                                                   |                                                                                | Свети Врачъ                                                                    | Мелнишко                                                                       | |                                                                                |
| 20. Кръсто Яневъ                                                                 |                                                                                | Богданци                                                                       | Гевгелийско                                                                    | |                                                                                |
| Демир-хисарска околия (Битолско)                                                 |                                                                                |                                                                                |                                                                                | |                                                                                |
| 1. Петъръ Ангеловъ                                                               |                                                                                |                                                                                |                                                                                | |                                                                                |
| 2. Спиро Миленковъ                                                               |                                                                                |                                                                                |                                                                                | |                                                                                |
| 3. Максимъ Стрезовъ                                                              |                                                                                |                                                                                |                                                                                | |                                                                                |
| 4. Алексо Стефановъ                                                              |                                                                                | Радово                                                                         | Битолско                                                                       | Войвода. |                                                                                |
| Кичевска околия                                                                  |                                                                                |                                                                                |                                                                                | |                                                                                |
| 1. Димитъръ Арсовъ Йовевъ                                                        |                                                                                | Локвица                                                                        | Кичевско                                                                       | Основно образование. |                                                                                |
| Кочанска околия                                                                  |                                                                                |                                                                                |                                                                                | |                                                                                |
| 1. Траянъ Ивановъ                                                                |                                                                                | Кочани                                                                         |                                                                                | Основно образование. Застрелянъ 13 септ. 1926 г. отъ сърбитѣ.                                                                                       |                                                                                |
| 2. Владо Куртевъ                                                                 |                                                                                | Плѣвенъ                                                                        |                                                                                | Университетско образование. Убитъ отъ комуниститѣ следъ 1944 г.                                                                                     |                                                                                |
| 3. Василъ Николовъ                                                               |                                                                                | Кучичино                                                                       | Кочанско                                                                       | Основно образование. Загиналъ на 19 априлъ 1933 г.                                                                                                  |                                                                                |
| 4. Ефтим Ташов Полски                                                            | 45                                                                             | Нивичани                                                                       | Кочанско                                                                       | Войвода. Безъ образование. Загиналъ презъ юлий 1931 г.                                                                                              |                                                                                |
| 5. Кръсто Митовъ Припорски                                                       |                                                                                | Припор                                                                         | Кочанско                                                                       | Основно образование. Загиналъ въ Моравско на 3 октомврий 1931 г.                                                                                    |                                                                                |
| 6. Георги Йосифовъ Спанчевски                                                    |                                                                                | Спанчево                                                                       | Кочанско                                                                       | Убитъ презъ юлий 1931 г. |                                                                                |
| 7. Миланъ Хр. Станимировъ                                                        |                                                                                | Вранска баня                                                                   | Вранско                                                                        | Загиналъ презъ м. юлий 1931 г. |                                                                                |
| 8. Шабанъ                                                                        |                                                                                | Облешево                                                                       | Кочанско                                                                       | Районенъ войвода. |                                                                                |
| 9. Йорданъ Сарафски                                                              |                                                                                | Саса                                                                           | Кочанско                                                                       | Основно образование. |                                                                                |
| 10. Сайко                                                                        |                                                                                | Спанчево                                                                       | Кочанско                                                                       | Основно образование. |                                                                                |
| 11. Дане Йорданов Спанчевски                                                     |                                                                                | Спанчево                                                                       | Кочанско                                                                       | Основно образование. |                                                                                |
| 12. Янкулъ                                                                       |                                                                                | Саса                                                                           | Кочанско                                                                       | Старъ куриеръ. |                                                                                |
| 13. Мите Каракашевъ                                                              |                                                                                | Бели                                                                           | Кочанско                                                                       | Основно образование. |                                                                                |
| 14. Вельо                                                                        |                                                                                | Саса                                                                           | Кочанско                                                                       | Основно образование. |                                                                                |
| 15. Стоянъ, братъ на Вельо                                                       |                                                                                | Саса                                                                           | Кочанско                                                                       | |                                                                                |
| 16. Никола Стаменковъ – Бегчето                                                  |                                                                                |                                                                                | Кочанско                                                                       | Основно образование. |                                                                                |
| 17. Илия Деяновъ                                                                 |                                                                                |                                                                                | Кочанско                                                                       | Основно образование. |                                                                                |
| 18. Димитъръ Павловъ                                                             |                                                                                | Зърновци                                                                       | Кочанско                                                                       | Основно образование. |                                                                                |
| 19. Иванъ Момчиловъ                                                              |                                                                                | Зърновци                                                                       | Кочанско                                                                       | Основно образование. |                                                                                |
| 20. Лазаръ Й. Гавриловъ                                                          |                                                                                | Зърновци                                                                       | Кочанско                                                                       | |                                                                                |
| 21. Нако Георгиевъ                                                               |                                                                                |                                                                                |                                                                                | Безъ образование. |                                                                                |
| 22. Трифонъ Саевъ                                                                |                                                                                | Саса                                                                           | Кочанско                                                                       | Основно образование. |                                                                                |
| Кратовска околия                                                                 |                                                                                |                                                                                |                                                                                | |                                                                                |
| 1. Теодоръ Анастасовъ                                                            | 37                                                                             | Секулица                                                                       | Кратовско                                                                      | Основно образование. Загиналъ 26 май 1925 год. |                                                                                |
| 2. Серафимъ Велковъ                                                              | 75                                                                             | Ямище                                                                          | Кратовско                                                                      | Основно образование. Загиналъ 26 май 1925 г. |                                                                                |
| 3. Саздо Гочевъ                                                                  | 26                                                                             | Неокази                                                                        | Кратовско                                                                      | Основно образование. Убитъ 1 априлъ 1925 г. |                                                                                |
| 4. Туше                                                                          |                                                                                | Бунешъ                                                                         | Кратовско                                                                      | Загиналъ следъ 1924 г. |                                                                                |
| 5. Георги Псалтировъ                                                             | 30                                                                             | Маричино                                                                       | Кратовско                                                                      | Безъ образование. Загиналъ 26 май 1925 г. |                                                                                |
| 6. Лазаръ Станишковъ                                                             | 33                                                                             | Нежилово                                                                       | Кратовско                                                                      | Основно образование. Убитъ 19 априлъ 1925 г. |                                                                                |
| 7. Сандо Тимевъ                                                                  |                                                                                | Калнище                                                                        | Кратовско                                                                      | Основно образование. Загиналъ 1925 год. |                                                                                |
| 8. Мите Опилски                                                                  |                                                                                | Опила                                                                          | Кратовско                                                                      | Войвода |                                                                                |
| 9. Филипъ Бучишки                                                                |                                                                                | Бучище                                                                         | Кратовско                                                                      | |                                                                                |
| 10. Пано Ивановъ                                                                 |                                                                                | Крива ябука                                                                    | Кратовско                                                                      | Загиналъ на 25 май 1925 г. |                                                                                |
| 11. Якимъ Митевъ                                                                 |                                                                                | Шлегово                                                                        | Кратовско                                                                      | Основно образование. Загиналъ на 26 май 1925 г. |                                                                                |
| Крушевска околия                                                                 |                                                                                |                                                                                |                                                                                | |                                                                                |
| 1. Миле Карамфиловъ Кучкаро                                                      |                                                                                | Крушево                                                                        |                                                                                | |                                                                                |
| Кумановска околия                                                                |                                                                                |                                                                                |                                                                                | |                                                                                |
| 1. Добри Ивановъ Витевъ                                                          |                                                                                | Куманово                                                                       |                                                                                | Загиналъ 1931 г. |                                                                                |
| 2. Благой Кралевъ                                                                |                                                                                | Куманово                                                                       |                                                                                | Загиналъ 1931 г. |                                                                                |
| 3. Тодор Димков                                                                  |                                                                                | Колицко                                                                        | Кумановско                                                                     | Загиналъ на 15 юний 1927 г. |                                                                                |
| 4. Мано Атанасов Босилеградчето                                                  |                                                                                | Доганица                                                                       | Босилеградско                                                                  | Загиналъ на 15 юний 1927 г. въ сражение при с. Дрѣнокъ, Кумановско.                                                                                 |                                                                                |
| 5. Кръсто Лазаровъ                                                               |                                                                                | Конюхъ                                                                         | Кумановско                                                                     | Войвода. Основно образование. Убитъ отъ комуниститѣ следъ 1944 г.                                                                                   |                                                                                |
| 6. Петъръ Колевъ                                                                 |                                                                                | Лѣзово                                                                         | Щипско                                                                         | Загиналъ на 15 юний 1927 г. |                                                                                |
| 7. Ванко Спасовъ                                                                 |                                                                                | Младо Нагоричане                                                               | Кумановско                                                                     | Основно образование. Загиналъ на 18 ноемврий 1924 г.                                                                                                |                                                                                |
| Леринска околия                                                                  |                                                                                |                                                                                |                                                                                | |                                                                                |
| 1. Василъ Николовъ Липитката                                                     |                                                                                | Любетино                                                                       | Леринско                                                                       | Застрелянъ на 21 юний 1928 г. |                                                                                |
| 2. Никола Христовъ                                                               |                                                                                | Негованъ                                                                       | Леринско                                                                       | Войвода. Загиналъ на 10 окт. 1927 г. |                                                                                |
| 3. Тодоръ                                                                        |                                                                                |                                                                                |                                                                                | |                                                                                |
| Малешевска околия                                                                |                                                                                |                                                                                |                                                                                | |                                                                                |
| 1. Мите Босото                                                                   |                                                                                | Разловци                                                                       | Малешевско                                                                     | Куриеръ. Убитъ отъ комуниститѣ следъ 1944 г. |                                                                                |
| 2. Георги Бѣлчевъ                                                                |                                                                                | Ратево                                                                         | Малешевско                                                                     | Загиналъ на 25 май 1925 г. |                                                                                |
| 3. Григоръ Демовъ                                                                |                                                                                |                                                                                |                                                                                | |                                                                                |
| 4. Гале Джингаровъ                                                               |                                                                                | Русиново                                                                       | Малешевско                                                                     | |                                                                                |
| 5. Ефтимъ Орлето                                                                 |                                                                                |                                                                                | Малешевско                                                                     | |                                                                                |
| 6. Василъ Ролевъ                                                                 |                                                                                | Берово                                                                         | Малешевско                                                                     | Основно образование. |                                                                                |
| 7. Петъръ Шумановъ                                                               |                                                                                | Берово                                                                         | Малешевско                                                                     | Основно образование. |                                                                                |
| 8. Христо                                                                        |                                                                                | Никудинъ                                                                       | Петричко                                                                       | |                                                                                |
| 9. Атанас Малинов Малината                                                       |                                                                                | Робово                                                                         | Малешевско                                                                     | убитъ отъ комуниститѣ следъ 1944 г. Основно образование.                                                                                            |                                                                                |
| 10. Антимъ Ивановъ                                                               |                                                                                | Умлено                                                                         | Малешевско                                                                     | Основно образование. |                                                                                |
| 11. Димитъръ Самарджиевъ Прокурора                                               |                                                                                | Смоймирово                                                                     | Малешевско                                                                     | Основно образование. |                                                                                |
| 12. Панте Сиковъ                                                                 |                                                                                | Будинарци                                                                      | Малешевско                                                                     | Основно образование. |                                                                                |
| 13. Борисъ Тиковъ                                                                |                                                                                |                                                                                | Малешевско                                                                     | Срѣдно образование. |                                                                                |
| 14. Борисъ Буневъ                                                                |                                                                                |                                                                                |                                                                                | Свършилъ Солунската Търговска бълг. гимназия; зап. офицеръ.                                                                                         |                                                                                |
| 15. Димитъръ Георгиевъ Негрески                                                  |                                                                                | Пехчево                                                                        | Малешевско                                                                     | Основно образование |                                                                                |
| 16. Григоръ Думовъ                                                               |                                                                                |                                                                                |                                                                                | |                                                                                |
| Охридска околия                                                                  |                                                                                |                                                                                |                                                                                | |                                                                                |
| 1. Наумъ Йосифовъ                                                                |                                                                                | Охрид                                                                          |                                                                                | |                                                                                |
| Паланечка околия                                                                 |                                                                                |                                                                                |                                                                                | |                                                                                |
| 1. Стоянъ Лековъ Царо                                                            | 45                                                                             | Кратово                                                                        |                                                                                | Войвода. Основно образование. Загиналъ въ сражение съ сръбска потера, 19 априлъ 1925 г.                                                             |                                                                                |
| 2. Мите Стояновъ                                                                 | 28                                                                             | Милутинци                                                                      | Паланечко                                                                      | Основно образование. Загиналъ 21 окт. 1924 г. |                                                                                |
| 3. Григоръ Цвѣтковъ                                                              | 30                                                                             | Конопница                                                                      | Паланечко                                                                      | Основно образование. Загиналъ 18 априлъ 1926 г. |                                                                                |
| Прилѣпска околия                                                                 |                                                                                |                                                                                |                                                                                | |                                                                                |
| 1. Трайко Димитровъ                                                              | 22                                                                             |                                                                                | Солунско                                                                       | Основно образование. Загиналъ, 6 авг. 1925 г. |                                                                                |
| 2. Кирилъ Ивановъ                                                                | 26                                                                             | Загорани                                                                       | Прилѣпско                                                                      | Прогимназиално образование. Загиналъ, 6 авг. 1925 г.                                                                                                |                                                                                |
| 3. Трайчо Стояновъ                                                               | 22                                                                             | Каленъ                                                                         | Прилѣпско                                                                      | Основно образование. Загиналъ, 6 авг. 1925 г. |                                                                                |
| 4. Петъръ Костовъ Пашата, войвода                                                | 36                                                                             | Прилѣпъ                                                                        |                                                                                | Прогимназиално образование. Загиналъ, 6 авг. 1925 г.                                                                                                |                                                                                |
| 5. Вълканъ Милевъ                                                                | 25                                                                             | Кокре                                                                          | Прилѣпско                                                                      | Основно образование. Загиналъ, 6 авг. 1925 г. |                                                                                |
| 6. Кирилъ Тодоровъ                                                               | 22                                                                             | Селци                                                                          | Прилѣпско                                                                      | Основно образование. Загиналъ, 6 авг. 1925 г. |                                                                                |
| 7. Стоянъ Вардарски                                                              |                                                                                |                                                                                |                                                                                | |                                                                                |
| Радовишка околия                                                                 |                                                                                |                                                                                |                                                                                | |                                                                                |
| 1. Лазаръ Кльонковъ                                                              |                                                                                | Щипъ                                                                           |                                                                                | Войвода. Основно образование. |                                                                                |
| 2. Ставрушъ                                                                      |                                                                                | Подрешъ                                                                        | Радовишко                                                                      | Основно образование. |                                                                                |
| 3. Христо Симеоновъ                                                              |                                                                                |                                                                                | Стара България                                                                 | Войвода. Срѣдно образование. |                                                                                |
| 4. Никола Василевъ                                                               |                                                                                | Радовиш                                                                        |                                                                                | Войвода. Срѣдно образование. |                                                                                |
| 5. Бекиръ                                                                        |                                                                                | Радовишъ                                                                       |                                                                                | Основно образование. |                                                                                |
| 6. Тодоръ Атанасовъ                                                              |                                                                                | Смилянци                                                                       | Радовишко                                                                      | Основно образование. |                                                                                |
| 7. Иванъ                                                                         |                                                                                | Дедино                                                                         | Радовишко                                                                      | |                                                                                |
| 8. Христо Кончалията                                                             |                                                                                | Конче                                                                          | Радовишко                                                                      | |                                                                                |
| Рѣсенска околия                                                                  |                                                                                |                                                                                |                                                                                | |                                                                                |
| 1. Йоше Глъбочански                                                              |                                                                                | Подмочани                                                                      | Рѣсенско                                                                       | Основно образование. |                                                                                |
| 2. Славе Наумовъ Чавчето                                                         |                                                                                | Рѣсенъ                                                                         |                                                                                | Войвода. Прогимназиално образование. |                                                                                |
| Скопска околия                                                                   |                                                                                |                                                                                |                                                                                | |                                                                                |
| 1. Лазаръ Велковъ Дивлянски                                                      |                                                                                | Дивле                                                                          | Скопско                                                                        | Войвода. Убитъ на 22 септ. 1924 г. въ сражение съ сръбска потера                                                                                    |                                                                                |
| 2. Траянъ Стоилковъ                                                              |                                                                                | Черешово                                                                       | Скопско                                                                        | Основно образование. Загиналъ презъ 1926 г. |                                                                                |
| 3. Ангелъ Николовъ                                                               | 36                                                                             | Черешово                                                                       | Скопско                                                                        | Безъ образование. Загиналъ презъ 1926 г. |                                                                                |
| 4. Велко Цвѣтковъ                                                                | 32                                                                             | Инджиково                                                                      | Скопско                                                                        | Основно образование. Загиналъ въ 1926 г. |                                                                                |
| 5. Шукрия                                                                        |                                                                                | Скопие                                                                         |                                                                                | Основно образование. Загиналъ презъ 1926 г. |                                                                                |
| 6. Спасъ Станковъ Стефановъ                                                      |                                                                                | Любанци                                                                        | Скопско                                                                        | Основно образование. Загиналъ на 18 юний 1927 г. |                                                                                |
| 7. Величко Веляновъ                                                              |                                                                                | Черешово                                                                       | Скопско                                                                        | Войвода. Основно образование. Починалъ въ Скопйе презъ втората свѣтовна война.                                                                      |                                                                                |
| 8. Петъръ Маневъ                                                                 |                                                                                | Дивле                                                                          | Скопско                                                                        | Основно образование. |                                                                                |
| Солунска околия                                                                  |                                                                                |                                                                                |                                                                                | |                                                                                |
| 1. Кулелията                                                                     |                                                                                |                                                                                |                                                                                | застрелянъ въ Солунъ на 7 май 1928 г. |                                                                                |
| 2. Нановъ                                                                        |                                                                                |                                                                                |                                                                                | застрелянъ въ Солунъ на 7 май 1928 г. |                                                                                |
| Струмишка околия                                                                 |                                                                                |                                                                                |                                                                                | |                                                                                |
| 1. Тимчо Коцевъ                                                                  |                                                                                | Костурино                                                                      | Струмишко                                                                      | Основно образование. |                                                                                |
| 2. Велинъ Динишевъ                                                               |                                                                                | Секирникъ                                                                      | Струмишко                                                                      | Основно образование. |                                                                                |
| 3. Костадинъ Атанасовъ                                                           |                                                                                | Фурка                                                                          | Дойранско                                                                      | Основно образование. Убитъ отъ военнитѣ въ България въ 1934 година.                                                                                 |                                                                                |
| 4. Никола Коцевъ                                                                 |                                                                                | Едрениково                                                                     | Струмишко                                                                      | Основно образование. |                                                                                |
| 5. Георги Въндевъ                                                                |                                                                                | Лесково                                                                        | Гевгелийско                                                                    | Войвода. Прогимназиално образование. |                                                                                |
| 6. Илия Константиновъ Байковски                                                  |                                                                                | Байково                                                                        | Струмишко                                                                      | Загиналъ на 10 юний 1933 г. |                                                                                |
| 7. Димитъръ Яневъ Велковъ                                                        |                                                                                | Куклишъ                                                                        | Струмишко                                                                      | Основно образование. |                                                                                |
| 8. Пандо Коцевъ Витански                                                         | 28                                                                             | Куклишъ                                                                        | Струмишко                                                                      | Основно образование. Убитъ въ сражение съ сърбитѣ на 7 ноемврий 1924 г.                                                                             |                                                                                |
| 9. Георги Вълкановъ Мъската                                                      |                                                                                | Гумендже                                                                       | Солунско                                                                       | Убитъ на Каймакъ-Чаланъ въ октомврий 1933 г. |                                                                                |
| 10. Гоно Христовъ Манчевъ                                                        |                                                                                | Робово                                                                         | Струмишко                                                                      | Основно образование. Загиналъ на 25 септ. 1927 г.                                                                                                   |                                                                                |
| 11. Атанасъ Тренчевъ                                                             |                                                                                | Барбарево                                                                      | Струмишко                                                                      | Основно образование. |                                                                                |
| 12. Муртеза                                                                      |                                                                                | Амзалии                                                                        | Струмишко                                                                      | Основно образование. |                                                                                |
| 13. Ангелъ Гоговъ                                                                |                                                                                | Планица                                                                        | Кукушко                                                                        | Загиналъ на 10 юний 1933 г. |                                                                                |
| 14. Петъръ Николовъ Калайджиевъ                                                  |                                                                                | Валандово                                                                      | Дойранско                                                                      | Основно образование. Загиналъ на 10 юний 1933 г. |                                                                                |
| 15. Йосифъ Кировъ Танаровъ                                                       |                                                                                | Врагитурци                                                                     | Кукушко                                                                        | Загиналъ на 15 юний 1929 г. |                                                                                |
| 16. Григоръ Малиновъ                                                             |                                                                                |                                                                                |                                                                                | |                                                                                |
| 17. Панделия Ангеловъ Стояновъ                                                   |                                                                                | Барбарево                                                                      | Струмишко                                                                      | Основно образование. |                                                                                |
| 18. Пандо Атанасовъ                                                              |                                                                                | Куклишъ                                                                        | Струмишко                                                                      | Основно образование. |                                                                                |
| 19. Трайко Горбашлиевъ                                                           |                                                                                | Горбасово                                                                      | Дойранско                                                                      | |                                                                                |
| 20. Георги Наковъ                                                                |                                                                                | Стояково                                                                       | Гевгелийско                                                                    | |                                                                                |
| 21. Трайко Николовъ                                                              |                                                                                | Балдевци                                                                       | Струмишко                                                                      | |                                                                                |
| 22. Василъ Андоновъ                                                              |                                                                                | Бадиленъ                                                                       | Струмишко                                                                      | |                                                                                |
| 23. Христо Ивановъ                                                               |                                                                                |                                                                                |                                                                                | |                                                                                |
| 24. Василъ Касаповъ                                                              |                                                                                | Костурино                                                                      | Струмишко                                                                      | |                                                                                |
| 25. Кольо Костадиновъ                                                            |                                                                                |                                                                                |                                                                                | |                                                                                |
| 26. Костадинъ Мишевъ                                                             |                                                                                | Моноспитово                                                                    | Струмишко                                                                      | |                                                                                |
| 27. Ефтимъ Стоиловъ                                                              |                                                                                | Барбарево                                                                      | Струмишко                                                                      | |                                                                                |
| 28. Симеонъ Русковъ                                                              |                                                                                |                                                                                |                                                                                | |                                                                                |
| 29. Георги Трайковъ                                                              |                                                                                |                                                                                |                                                                                | |                                                                                |
| Сѣрско-Драмска околия                                                            |                                                                                |                                                                                |                                                                                | |                                                                                |
| 1. Василъ Левковъ                                                                |                                                                                | Германъ                                                                        | Демиръ-Хисарско                                                                | Основно образование. |                                                                                |
| 2. Андонъ Качарковъ                                                              |                                                                                | Орѣхово                                                                        | Сѣрско                                                                         | Войвода. Основно образование. Убитъ отъ комуниститѣ следъ 1944 г.                                                                                   |                                                                                |
| 3. Шилето                                                                        |                                                                                | Скрижево                                                                       | Драмско                                                                        | Убитъ отъ комуниститѣ следъ 1944 г. |                                                                                |
| 4. Ангелъ Чорбаджийски                                                           |                                                                                | Копривленъ                                                                     | Неврокопско                                                                    | Основно образование. |                                                                                |
| 5. Илия дѣдо Стефанинъ                                                           |                                                                                | Старчище                                                                       | Сѣрско                                                                         | Основно образование. |                                                                                |
| 6. Тодоръ Милевъ Тотката                                                         |                                                                                | Скрижево                                                                       | Драмско                                                                        | Основно образование. Убитъ отъ комуниститѣ следъ 1944 г.                                                                                            |                                                                                |
| 7. Тома Самарджиевъ                                                              |                                                                                | Елешница                                                                       | Разложко                                                                       | |                                                                                |
| 8. Аспарухъ Ганчевъ                                                              |                                                                                | Бердянскъ                                                                      | Русия                                                                          | Войвода. Висше образование. |                                                                                |
| 9. Мито дѣдо Илиевъ                                                              |                                                                                | Петрово                                                                        | Мелнишко                                                                       | Войвода. Основно образование. |                                                                                |
| 10. Кочо Божиковъ                                                                |                                                                                | Копривленъ                                                                     | Неврокопско                                                                    | Основно образование. |                                                                                |
| 11. Ангелъ Бузалака                                                              |                                                                                |                                                                                |                                                                                | |                                                                                |
| 12. Ангелъ Брашнаровъ                                                            |                                                                                | Търлисъ                                                                        | Сѣрско                                                                         | |                                                                                |
| 13. Стоянъ Бумковъ                                                               |                                                                                | Старчище                                                                       | Драмско                                                                        | |                                                                                |
| 14. Гълѫбушъ Илиевъ                                                              |                                                                                | Неврокопъ                                                                      |                                                                                | |                                                                                |
| 15. Атанасъ Киряковъ                                                             |                                                                                | Копривленъ                                                                     | Неврокопско                                                                    | |                                                                                |
| 16. Петъръ Климбовъ                                                              |                                                                                | Неврокопъ                                                                      |                                                                                | |                                                                                |
| 17. Илия Кафалиевъ                                                               |                                                                                | Жостово                                                                        | Неврокопско                                                                    | |                                                                                |
| 18. Илия Костовъ                                                                 |                                                                                | Неврокопъ                                                                      |                                                                                | |                                                                                |
| 19. Михайловъ                                                                    |                                                                                |                                                                                | Сѣрско                                                                         | |                                                                                |
| 20. Георги Маджировъ                                                             |                                                                                | Мосомище                                                                       | Неврокопско                                                                    | |                                                                                |
| 21. Георги Месовъ Бирбочука                                                      |                                                                                | Старчища                                                                       | Драмско                                                                        | |                                                                                |
| 22. Костадинъ Мутафчиевъ                                                         |                                                                                |                                                                                |                                                                                | |                                                                                |
| 23. Гюро Мълчанковъ                                                              |                                                                                | Скребатно                                                                      | Неврокопско                                                                    | |                                                                                |
| 24. Иванъ Нурковъ                                                                |                                                                                | Дѣлчево                                                                        | Неврокопско                                                                    | |                                                                                |
| 25. Георги Ораховъ                                                               |                                                                                | Броди                                                                          | Сѣрско                                                                         | Убитъ отъ комуниститѣ следъ 1944 г. |                                                                                |
| 26. Манолъ Филчевъ                                                               |                                                                                |                                                                                |                                                                                | |                                                                                |
| 27. Щерю                                                                         |                                                                                |                                                                                | Сѣрско                                                                         | |                                                                                |
| Тиквешка околия                                                                  |                                                                                |                                                                                |                                                                                | |                                                                                |
| 1. Василъ Ихчиевъ Диамандиевъ                                                    |                                                                                | Велесъ                                                                         |                                                                                | Висше образование. Загиналъ на 24 авг. 1925 г. |                                                                                |
| 2. Атанасъ Калчевъ                                                               |                                                                                |                                                                                | Тиквешко                                                                       | Войвода. Основно образование. |                                                                                |
| Царевоселска околия                                                              |                                                                                |                                                                                |                                                                                | |                                                                                |
| 1. Герасимъ                                                                      |                                                                                | Блатецъ                                                                        | Царевоселско                                                                   | Основно образование. |                                                                                |
| 2. Тодоръ Кръстевъ                                                               |                                                                                |                                                                                | Царевоселско                                                                   | Учитель |                                                                                |
| 3. Димитъръ Ивановъ Георгиевъ Пушката                                            |                                                                                | Пехчево                                                                        | Малешевско                                                                     | Загина на 16 окт. 1925 г. |                                                                                |
| 4. Харалампи Стойчевъ Златановъ, (Шаренъ Ампо)                                   |                                                                                | Дулица                                                                         | Царевоселско                                                                   | Основно образование. Загиналъ на 16 окт. 1925 г. |                                                                                |
| 5. Ефтимъ Димитровъ Клепката                                                     |                                                                                | Пехчево                                                                        | Малешевско                                                                     | Основно образование. Загиналъ 16 окт. 1925 г. |                                                                                |
| 6. Димитъръ Медаровъ                                                             |                                                                                | Дулица                                                                         | Царевоселско                                                                   | Пом. войвода. Основно образование. Убитъ отъ комуниститѣ следъ 1944 г.                                                                              |                                                                                |
| 7. Маминъ Кольо                                                                  |                                                                                |                                                                                | Царевоселско                                                                   | Основно образование. |                                                                                |
| 8. Стоянъ Пресечки                                                               |                                                                                | Пресека                                                                        | Кочанско                                                                       | Основно образование. |                                                                                |
| 9. Ефтимъ Калимански                                                             |                                                                                | Калиманци                                                                      | Царевоселско                                                                   | Основно образование. |                                                                                |
| 10. Димитъръ Паликрушевъ                                                         |                                                                                | Виница                                                                         | Кочанско                                                                       | Пом. войвода. Прогимназиално образование. Загиналъ 19 априлъ 1933 г.                                                                                |                                                                                |
| 11. Дончо Христовъ                                                               |                                                                                | Драгобраща                                                                     | Царевоселско                                                                   | Войвода. Основно образование. Загиналъ 19 апр. 1933 г.                                                                                              |                                                                                |
| 12. Мите Блатцалията                                                             |                                                                                | Блатецъ                                                                        | Кочанско                                                                       | Старъ деятель още отъ турския режимъ. |                                                                                |
| 13. Гоге Копилето                                                                |                                                                                |                                                                                | Царевоселско                                                                   | Старъ деятель и куриеръ. |                                                                                |
| 14. Ангелъ Симеоновъ                                                             |                                                                                | Царевосело                                                                     |                                                                                | Загиналъ, 19 апр. 1933 г. |                                                                                |
| 15. Стоянъ Георгиевъ                                                             | 35                                                                             | Драгобраща                                                                     | Царевоселско                                                                   | Загиналъ на 19 апр. 1933 г. |                                                                                |
| 16. Теодоси                                                                      |                                                                                | Пеклено                                                                        | Царевоселско                                                                   | |                                                                                |
| Щипска околия                                                                    |                                                                                |                                                                                |                                                                                | |                                                                                |
| 1. Стоянъ Трендафиловъ Преодски                                                  |                                                                                | Преодъ                                                                         | Щипско                                                                         | Основно образование. |                                                                                |
| 2. Крумъ Бановъ                                                                  |                                                                                | Щипъ                                                                           |                                                                                | Загиналъ на 14 юлий 1929 г. |                                                                                |
| 3. Бойко                                                                         |                                                                                |                                                                                |                                                                                | |                                                                                |
| 4. Величко Ивановъ                                                               | 28                                                                             | Арбасанци                                                                      | Щипско                                                                         | Основно образование. Загиналъ въ борба срещу сръбска потера на 22 май 1925 г.                                                                       |                                                                                |
| 5. Гьошо Христовъ                                                                |                                                                                | Горно-Трогерци                                                                 | Щипско                                                                         | Убитъ отъ българскитѣ военни следъ преврата въ България презъ май 1934 г.                                                                           |                                                                                |
| 6. Стоилъ Бичиклиевъ                                                             |                                                                                | Щипъ                                                                           |                                                                                | Прогимназиално образование. Загиналъ въ сражение съ сръбска потера презъ 1927 г.                                                                    |                                                                                |
| 7. Михаилъ Колевъ Шилката                                                        |                                                                                | Щипъ                                                                           |                                                                                | Загиналъ на 14 юлий 1929 г. |                                                                                |
| 8. Кирилъ Григоровъ Келешовъ                                                     | 22                                                                             | Щипъ                                                                           |                                                                                | Прогимназиално образование. Загиналъ на 10 фев. 1925 г.                                                                                             |                                                                                |
| 9. Трайчо Пацковъ                                                                | 22                                                                             | Щипъ                                                                           |                                                                                | Основно образование. Загиналъ на 25 май 1925 г. въ сражение срещу сърбитѣ.                                                                          |                                                                                |
| 10. Йорданъ Цицонковъ                                                            | 24                                                                             | Ново-село                                                                      | Щипско                                                                         | Прогимназиално образование. Загиналъ презъ фев. 1926 г.                                                                                             |                                                                                |
| 11. Ванчо Дачевъ Неманички                                                       |                                                                                | Неманици                                                                       | Щипско                                                                         | Основно образование. |                                                                                |
| 12. Илия Лилинковъ                                                               | 22                                                                             | Ново-село                                                                      | Щипско                                                                         | Прогимназиално образование. Загиналъ на 9 окт. 1927 г.                                                                                              |                                                                                |
| 13. Ипократъ Развигоровъ                                                         | 24                                                                             | Щипъ                                                                           |                                                                                | Основно образование. Загиналъ на 9 окт. 1927 г. |                                                                                |
| 14. Дафко Данаиловъ                                                              |                                                                                | Трогерци                                                                       | Щипско                                                                         | Войвода. Основно образование. |                                                                                |
| 15. Герасимъ Муставински                                                         |                                                                                | Муставино                                                                      | Щипско                                                                         | |                                                                                |
| 16. Коне                                                                         |                                                                                | Неманици                                                                       | Щипско                                                                         | |                                                                                |
| 17. Петъръ Орелски                                                               |                                                                                | Орелъ                                                                          | Щипско                                                                         | |                                                                                |
| 18. Пано Наумовъ                                                                 |                                                                                |                                                                                |                                                                                | |                                                                                |
| Четници минавали към Западна Македония                                           |                                                                                |                                                                                |                                                                                | |                                                                                |
| 1. Боянъ Дановски                                                                |                                                                                | София                                                                          |                                                                                | |                                                                                |
| 2. Крумъ Петишевъ                                                                |                                                                                | София                                                                          |                                                                                | |                                                                                |
| 3. Василъ Пундевъ отъ София.                                                     |                                                                                |                                                                                |                                                                                | |                                                                                |
| 4. Георги п. Христовъ                                                            |                                                                                |                                                                                | Битолско                                                                       | Войвода. |                                                                                |
| 5. Перо Шандановъ                                                                |                                                                                | Охридъ                                                                         |                                                                                | |                                                                                |
| 6. Капитанъ Л. Молловъ                                                           |                                                                                | София                                                                          |                                                                                | |                                                                                |
| 7. Петъръ Ивановъ                                                                |                                                                                |                                                                                |                                                                                | |                                                                                |
| 8. попъ Тодоровъ Кр.                                                             |                                                                                | София                                                                          |                                                                                | |                                                                                |
| 9. Илиевъ                                                                        |                                                                                |                                                                                |                                                                                | |                                                                                |
| 10. Лазаръ Милевъ                                                                |                                                                                |                                                                                |                                                                                | Участвувалъ въ акцията срещу Спасое х. Поповичъ. |                                                                                |
| Паднали от странични врагове (не направо отъ поробителя) въ периода 1924-1934 г. |                                                                                |                                                                                |                                                                                | |                                                                                |
| 1. Йорданъ Гюрковъ                                                               |                                                                                | Щипъ                                                                           |                                                                                | Съ висшо образование. Запасенъ членъ въ Ц.К-тъ на ВМРО. Загиналъ на 8 фев. 1931 г. като жертва на звенаро-комунистическо-антимакедонско съзаклятие. |                                                                                |
| 2. Христо Андоновъ Гърчишки                                                      |                                                                                | Гърчище                                                                        | Гевгелийско                                                                    | Загиналъ като жертва на сѫщото съзаклятие. |                                                                                |
| 3. Нанчо Витларовъ                                                               |                                                                                | Ново-Село                                                                      | Щипско                                                                         | Съ прогимназиално образование. Загиналъ презъ октомврий 1930 г.; жертва на сѫщото съзаклятие.                                                       |                                                                                |
| 4. Мито Джузданов                                                                |                                                                                | Сехово                                                                         | Гевгелийско                                                                    | Съ основно образование. Загиналъ на 30 априлъ 1929 г.; жертва на сѫщото съзаклитие.                                                                 |                                                                                |
| 5. Андрейчо Мановъ                                                               |                                                                                | Неманици                                                                       | Щипско                                                                         | Съ основно образование. Отличенъ борецъ отъ Щипската чета. Загиналъ въ София на 4 декемврий 1930 г.; жертва на сѫщото съзаклятие.                   |                                                                                |
| 6. Анчо Соколовъ                                                                 |                                                                                | Полаки                                                                         | Кочанско                                                                       | Убитъ на 25 ноем. 1932 г.; жертва на сѫщото съзаклятие.                                                                                             |                                                                                |
| 7. Ване Параспуровъ                                                              | 47                                                                             | Щипъ                                                                           |                                                                                | Съ основно образование. Убитъ въ София на 26 априлъ 1933 г.; жертва на на сѫщото съзаклятие.                                                        |                                                                                |
| 8. Мино Пържоловъ                                                                |                                                                                |                                                                                | Воденско                                                                       | Загиналъ въ София на 30 януарий 1933 г.; жертва на сѫщото съзаклитие.                                                                               |                                                                                |
| 9. Дончо Чупариновъ                                                              |                                                                                | Панагюрище                                                                     |                                                                                | Съ висше образование. Убитъ презъ май 1925 г. |                                                                                |
| 10. Петъръ Гребенаровъ                                                           |                                                                                | Охридъ                                                                         |                                                                                | Бивалъ е нелегаленъ въ Охридско. Заедно съ Йорданъ Сарафски хвърлили бомби въ Охридъ. Убитъ отъ комуниститѣ следъ 1944 г.                           |                                                                                |
| Нелегални борци от Западнитѣ Покрайнини действували въ периода 1923 – 1934 г.    |                                                                                |                                                                                |                                                                                | |                                                                                |
| 1. Иванъ Гаговъ                                                                  |                                                                                | Горничево                                                                      |                                                                                | |                                                                                |
| 2. Александъръ Гиговъ                                                            | 26                                                                             | Бистъръ                                                                        | Босилеградско                                                                  | Прогимназиално образование. Загиналъ, 18 ноемвр. 1924 г.                                                                                            |                                                                                |
| 3. Гицо Гиговъ                                                                   |                                                                                |                                                                                |                                                                                | |                                                                                |
| 4. Гаврилъ Ивановъ                                                               |                                                                                |                                                                                |                                                                                | |                                                                                |
| 5. Мицевъ                                                                        |                                                                                |                                                                                |                                                                                | |                                                                                |
| 6. Асѣнъ Николовъ                                                                |                                                                                |                                                                                | Царибродско                                                                    | Застрелянъ въ Бѣлградъ на 4 мартъ 1937 г. |                                                                                |
| 7. Асѣнъ Пейчевъ Милевъ                                                          |                                                                                | Босилеградъ                                                                    |                                                                                | |                                                                                |
| 8. Тодоръ Петровъ                                                                |                                                                                |                                                                                |                                                                                | |                                                                                |
| 9. Райко Рангеловъ                                                               |                                                                                |                                                                                | Западнитѣ Покрайнини                                                           | Обесенъ въ Бѣлградъ, 27 фев. 1933 г. |                                                                                |
| 10. Асѣнъ Спасовъ-Северински                                                     |                                                                                | Белутъ                                                                         | Босилеградско                                                                  | Загиналъ при с. Плоча, 1 септ. 1931 г. |                                                                                |
| 11. Христовъ                                                                     |                                                                                |                                                                                |                                                                                | |                                                                                |
| 12. Санде Цвѣтановъ                                                              | 28                                                                             | Тлъмино                                                                        | Босилеградско                                                                  | Прогимназиално образование. Загиналъ 18 ноемв. 1925 г.                                                                                              |                                                                                |
| 13. Василъ Цвѣтковъ                                                              |                                                                                |                                                                                |                                                                                | |                                                                                |
| 14. Захари К. Янакиевъ                                                           |                                                                                | Долна Лисина                                                                   | Босилеградъ                                                                    | Обесенъ въ Бѣлградъ, 26.1.1932 г. |                                                                                |
| 15. Миланъ Хр. Станимировъ                                                       |                                                                                | Вранска Баня                                                                   |                                                                                | Загиналъ презъ юлий 1931 г. |                                                                                |
| 16. Нацко Илиевъ                                                                 |                                                                                | Радейна                                                                        | Царибродско                                                                    | Загиналъ на 3 октомврий 1931 г. |                                                                                |
| 17. Василъ Николовъ                                                              |                                                                                | Власи                                                                          | Царибродско                                                                    | Загиналъ презъ септемврий 1932 г. |                                                                                |

До 1925 година под ръководството на Тодор Паница и със съдействието на Гърция и Сърбия в трите дяла на Македония действат федеративни чети, чиято цел е да унищожат ВМРО. ВМРО обезкървавява федералистите като прочиства Пиринска Македония от тях (вкл. убитите в Дъбница), а Менча Кърничева убива водача им Тодор Паница във Виена. В Гърция и Сърбия се създават паравоенните организации Гръцки македонски юмрук и Сдружение против българските бандити за борба с ВМРО. Във Виена същата година се създава ВМРО (обединена) от серчани и федералисти, и дейци на Емигрантски комунистически съюз и Илинденската организация, която организация също открито се противопоставя на ВМРО. На 30 декември 1924 година ръководителя на Сдружението против българските бандити Стоян Мишев е убит пред дома си в Щип от Кирил Григоров. На 27 юли 1925 година над Небрегово е убит федералистът Илия Пандурски от Христо Вангелов. На тяхно място през август 1925 година в Пиринска Македония действат контрачетите на Н. Дерменджиев, Г. Манджов, Ив. Узунов и Хр. Ангелов.
През 1925 година в Гърция е извършен държавен преврат от страна на генерал Теодорос Пангалос. На 22 октомври гръцката войска нахлува по негово нареждане в Пиринска Македония след граничен инцидент, при който е убит един гръцки войник. Още на 19 октомври чети на ВМРО подпомагат пограничните български войскови отделения. На българската армия е наредено да не оказва сериозна съпротива, а наместо това ВМРО организира около 4000 бойци под ръководството на Георги Въндев и Борис Бунев. По левия бряг на Струма войводата Зисо Попов отблъсква гръцката армия, а с помощта на мобилизирани фронтоваци Петрич остава непревзет. На 29 октомври гръцката войска е принудена да се изтегли от България.
През януари 1926 година се взема решение за създаване на постоянна разузнавателна служба към ВМРО, която да следи всичко отнасящо се до революционната борба в Македония и да не допуска инфилтрирането на чужди шпиони в структурите си. За целта ръководителите на революционните окръзи на ВМРО, Задграничното представителство на ВМРО, и ръководствата на ММТРО и ММС са инструктирани да събират всякаква информация в България, Македония и цяла Европа. Околийските войводи на ВМРО трябва да водят точна статистика на чуждите военни части в районите си. Сериозно внимание се отделя и на ренегатите от ВМОРО, преминали на гръцка и сръбска служба.
На 26 юли 1926 година в центъра на Битоля Кръсте Льондев убива журналиста Спас Хаджипопов, списващ просръбския вестник „Южна звезда“. На 28 юли четата на Георги Йосифов от 12 души дава сражение на сръбска част от 2000 войници при Цървен камен в Осоговската планина, при което загиват двама четници, 26 сръбски войници са убити и 35 са ранени. Кралство Югославия реагира остро срещу България и се подготвя за война, но среща съпротивата на Великобритания, Франция и Италия. На 11 август 1926 година Югославия, Гърция и Румъния изпращат колективна нота на България, в която се иска разтурянето на ВМРО, ВТРО, ВЗРО и ВДРО. Под силния международен натиск граничният контрол е засилен, в Кюстендилско и Петричко е обявено военно положение, а на граничните началници е наредено да не допускат преминаването на въоръжени чети извън България. След тайна среща на Иван Михайлов с министър-председателя Андрей Ляпчев е договорено четите на ВМРО да преустановят навлизането в поробена Македония, а правителството от своя страна да не руши организацията на ВМРО в Пиринска Македония. Въпреки това чети от вътрешността на Македония продължават революционната си дейност.

### Втора вълна на междуособици и братоубийства във ВМРО
През 1928 година напрежението между Иван Михайлов и Александър Протогеров нараства. При това положение започва подготовката на конгреса в Крупник между 21 – 25 юли 1928 година. Преди началото на конгреса, по нареждане на Иван Михайлов, Александър Протогеров е убит. Националният комитет на македонските братства, другите легални организации и Спомагателната организация на ВМРО застават на страната на Иван Михайлов, докато членовете на ЦК на ВМРО Георги Попхристов и Петър Шанданов, ръководител на Битолския революционен окръг, и задграничните представители Наум Томалевски, Кирил Пърличев и Георги Баждаров се обособяват в групата на Протогеровистите. Подкрепа получават и от ръководителя на Солунския революционен окръг Михаил Шкартов, по-късно член на ЦК на ВМРО (обединена), и приближените му войводи Мицо Чегански, Димитър Димашев, Георги Гевгелийски, Борис Изворски, Пандо Струмишки, Пандо Кицов, Георги Наков, Борис Козов, Тано Генерала, Христо Рутев, Иван Бабунски и други.
Петър Шанданов, като заместник-член на ЦК на ВМРО трябва да заеме мястото на Александър Протогеров, но отказва да присъства на предстоящия седми конгрес на ВМРО. Първата му цел е да превземе Петрички окръг и да овладее спомагателната организация на ВМРО, но през юли и август 1928 година при Юндола и Обидим михайловистките чети на Стоян Вардарски и Георги Настев напълно разбиват протогеровистките чети. Двата враждуващи лагери не признават легитимността на противниковата организация и паралелно продължават революционната дейност със свои централни комитети. През 1931 година Протогеровистите провеждат свой конгрес. Факторите за надмощие във ВМРО (емиграция, преса, спомагателна организация) остават в ръцете на Иван Михайлов, което му дава огромно предимство в противоборството.
Създава се помирителна комисия между двете крила в състав: Климент Бояджиев, Петър Дървингов, Христо Силянов, Никола Стоянов, Димитър Михайлов и Владимир Руменов, но преговорите пропадат след като ВМРО (михайловисти) подновява политическите убийства, а ВМРО (протогеровисти) отвръща с убийството на Йордан Гюрков. Преговорите пропадат поради неотстъпчивостта и на двете крила.
Със знанието на министър-председателя Андрей Ляпчев Георги Попхристов и Кирил Пърличев са пленени от Михайловистите и са принудени да се оттеглят от борбата във ВМРО. След 1931 година „Протогеровистите“ Петър Шанданов, Кръстан Поптодоров, Петър Трайков, Лев Главинчев остават основните противници на Иван Михайлов. Някои от тях, като Перо Шанданов и Кръстан Поптодоров, започват да получават ежемесечно финансова издръжка от Югославското консулство в София чрез Геме Димитров, за да продължават междуособиците във ВМРО. Те прибягват към рисковани връзки с федералистите, с Военния съюз и Политическия кръг „Звено“, с БЗНС „Пладне“ и с про-комунистическата ВМРО (обединена).
Крайната нетърпимост между двете крила се изражда в братоубийствена война. Жертви стават четници, войводи, журналисти и общественици и от двете страни. Така по различно време се стига до убийствата на Михайловите съратници – Димитър Михайлов, Йордан Гюрков, Симеон Евтимов, Щерьо Божинов, Панчо Тодоров, Пандил Шишков, Иван Параспуров и много други. Не по-малко са жертвите от страна на протогеровистите.

### Сближаване с усташите и терористична дейност
Освен сериозните вътрешни промени и сътресения във ВМРО, в края на 20-те и началото на 30-те години на XX век настъпват сериозни промени на международната политическа сцена. В Кралска Югославия крал Александър Караджорджевич установява авторитарен режим и забранява парламента, като несърбите попадат под ударите на режима. В началото на 1934 година е подписан Балкански пакт между Румъния, Югославия, Гърция и Турция, насочен основно срещу България. При такива обстоятелства крал Александър Караджорджевич посещава България, но терористични действия от страна на ВМРО срещу него не са предвидени заради международната ситуация и след активната дейност на царския двор на Борис III.
Поради влошеното боеспособно състояние на ВМРО Иван Михайлов намира за съюзник хърватските революционери „Усташа“ на Анте Павелич. Още от средата на 20-те години ВМРО поддържа добри отношения с албанските революционери от Албания и Косово. Заедно в общите си антиюгославски действия те са подкрепяни от Италия, Германия и Унгария, основни радетели за ревизия на мирните договори от края на Първата световна война.
Владо Черноземски организира и ръководи терористичната група, извършила покушението срещу Александър Караджорджевич в Марсилия през октомври 1934 година. Поради дълбоката конспиративност на деянието дълго време остава в тайна участието на ВМРО в покушението. Подготовката е извършена на унгарска територия в тренировъчния лагер Янка Пуста. В подобните лагери дейци на ВМРО обучават хърватските революционери за обща борба срещу югославската власт.

## Разтуряне на ВМРО
Междуособиците във ВМРО и произвола на организацията в югозападна България предизвикват недоволоството на обществеността и критики от политици, включително и от част от десницата. Една от обявените цели на Деветнадесетомайския преврат през 1934 година е възстановяването на суверенитета на Царство България над цялата територия на страната, разбирано като ликвидиране на дейността на ВМРО.
След преврата гарнизоните в югозападна България са поставени в бойна готовност, а на 4 септември е издадена Наредба-закон за безопасността на държавата, практически поставяща ВМРО извън закона и възлагаща разследването срещу дейността ѝ на военните съдилища. На 7 септември полицията обявява за издирване 10 видни дейци на организацията, включително нейния лидер Иван Михайлов. Макар той да успява да напусне страната, полицията и армията започват масови арести на активисти на ВМРО и конфискации на оръжие и имущество.
През следващите две години Софийският военнополеви съд разглежда десетки дела по конкретни случаи на убийства, отвличания и рекет от дейци на ВМРО в югозападна България. Издадени са множество тежки присъди, включително 21 смъртни. Самият Иван Михайлов е осъден задочно на смърт за отвличането на Йонко Вапцаров и други активисти от Банско, при което е убит Лазар Пиришанчин. Сред конфискуваното имущество са пари и акции на стойност над 20 милиона лева, 11 хиляди пушки, 47 картечници, 7767 бомби, 700 хиляди патрона.
Освен ВМРО са забранени и всички културно-просветни организации на македонските бежанци.
През 1936 – 1938 година из цяла България се създават тайни младежки организации, идеологически свързани с ВМРО. Това са ВМРО „Владо Черноземски“ (ВМРОВЧ), Македонски ученически съюз (МУС), Младежка македонска организация – македонски орли (М3О2), Нова македонска борба (НМБ), терористичната Македонска революционна организация „Черната змия“ (МРОЧЗ) на Васил Петров от Дупени, Преспанско.

## Помощ на българската администрация във Вардарска и Егейска Македония
С помощта на бивши дейци на ВМРО се създават контрачети за борба с комунистическите партизани. Такива чети са Велешката контрачета начело с дееца на ВМРО Пано Манев, Гевгелийската контрачета начело с Георги Хаджимитрев, Кавадарската контрачета начело с Атанас Калчев, която участва и в сражения в Егейска Македония, Кочанската контрачета, начело на която е Димитър Медаров и други.
В Битолска област на българската власт сътрудничи дееца на ВМРО Гого Атанасов, като главен деец организацията за Битоля заедно с него са Димитър Василев и д-р Владо Туджаров. Туджаров от своя страна агитира сред селяните в Преспа да изискат италианското управление да бъде заменено с българско. Отделно от тях за народни представители в Народното събрание от България се готвят Стефан Светиев, Христо Ризов и Александър (Цане) Костов – Кандилото.
Владимир Куртев, Димитър Цилев, Георги Настев и Петър Михайлов участват в организирането на чети за борба с гръцките комунистически партизани. В доклад до ЦК на МКП от 19 август 1944 г. се съобщава, че Константин Робев създава контрачети от около 5 – 6 души в Дебърца, Кочанско, за организиране на борба срещу партизаните. В тази му дейност му помага бившият кичевски войвода Дуко Тасев. Пак към 19 август се е състояла среща между Асен Татарчев, Димитър Василев – Димката (вероятно терориста Динката Василев), Владо Туджаров, Светиев и Александър Костов, които са определени като „народен комитет на ВМРО“.

## Създаване на македонска идентичност след 1934 година
Някои от дейците на левицата във ВМРО се радикализират и след втората вълна на междуособици през 1928 година се отцепват в протогеровистко крило. През 30-те години на XX век някои от тях като Петър Шанданов, Петър Трайков, Лев Главинчев и др. стават комунисти. Така под влиянието на политиката на Коминтерна и специалната му резолюция, подкрепяща формирането на отделна македонска идентичност, те приемат идеите на македонизма. По време на Втората световна война тези кадри участват в партизанско движение в България и комунистическата съпротивата във Вардарска Македония. Въпреки това до изтеглянето на Българската армия през есента на 1944 година от анексираните територии в бившата Вардарска бановина, по-голямата част от населението е с българска идентичност. Едва след завземането на властта от комунистите в България и Югославия започва интензивен процес за формирането на отделна македонска нация, език и държава. Процесът е политически мотивиран и съпроводен с репресии. Някои от левите активисти на ВМОРО и ВМРО стават ръководни дейци на ЮКП и БКП. Според македонския акад. Иван Катарджиев, обаче не може да се поставя под въпрос българското съзнание на бившите членове на организацията, включително и на тези от левицата. Той твърди, че даже тези, възприели идеите на македонизма, остават на ниво политически, а не национален сепаратизъм и на практика продължават да се чувстват като българи до края на живота си. Редица от тях впоследствие са отстранени от властовите позиции, които заемат, а някои са съдени и дори екзекутирани.
В отговор в Пиринска Македония се създават горянски чети за съпротива срещу комунистите, главно от бивши дейци на ВМРО. Във Вардарска Македония се създават тайни революционни организации, които по-късно са разбити от властта (виж: Политически терор в Социалистическа република Македония). Останалите живи революционери, които успяват да избягат, се установяват в Западна Европа, САЩ, Канада и Австралия, където участват в живота на местните емигрантски организации.

## Оценка на цялостната дейност на ВМРО

### В България
За време на съществуването си ВМРО създава сериозен политико-обществен и образователен апарат, който да пропагандира революционната борба на организацията. Със създаването на спомагателната организация на ВМРО в Пиринска Македония, отделни политически партии и движения се противопоставят на монопола на ВМРО в региона. Поради суровите мерки и възбраната на политическите движения в района ВМРО е често критикувана от демократи, земеделци, комунисти и народняци. Влиза във въоръжени съприкосновения с тях, както в Пиринско така и в цяла България. Постепенно политическите убийства и братоубийствената война в самата ВМРО настройват част от българското общество срещу нея. Въпреки това Иван Михайлов запазва близки отношения с царския двор на Борис III и някои правителства на Царство България. На имената на дейците на ВМРО Мануш Георгиев и Любомир Весов се създават футболни отбори в Петрич, съответно през 1923 и 1928 година.
Според Марксистко-ленинската историография, наложила се след Деветосептемврийския преврат от 1944 година, ВМРО е обявена за „фашистка организация“, а нейните дейци за „врагове на народа“. Дейността на организацията се пренебрегва в историографските трудове в периода 1944 – 1989 година, като мнението за нея остава крайно негативно. След демократичните промени от 1989 година се сваля „табуто“ върху историческото изследване на ВМРО, а Македонският научен институт подновява дейността си. Група ветерани от ВМРО заедно със свои съмишленици, получили благословията на Иван Михайлов малко преди да почине в Рим, възобновяват дейността на Съюза на македонските културно-просветни дружества (СМКПД), приемайки името ВМРО-Съюз на македонските дружества (ВМРО-СМД), по-късно ВМРО-БНД. Редица паметници на личности от ВМРО са възстановени или издигнати в цяла България, и улици и булеварди са именувани на техни имена. Изтъкнати изследователи на ВМРО днес са Димитър Гоцев, Димитър Тюлеков, Цочо Билярски и други.

### В Северна Македония
След 1944 година в новосъздадената ФНР Югославия ВМРО става обект на сериозни изследвания. Основни изследователи на дейността ѝ стават дейци на ВМРО (обединена) и ЮКП, които са крайно негативно настроени към революционното движение на организацията. Те не приемат ВМРО да е наследник на ВМОРО, а лидерите ѝ Тодор Александров и Иван Михайлов заклеймяват като фашисти и български агенти. Целите на организацията те определят като „лъжеавтономистки“.
След демократичните промени и създаването на Северна Македония ВМРО става обект на по-задълбочени изследвания. Издадени са множество документи на Тодор Александров, а восъчни фигури на Мара Бунева и Иван Михайлов са поставени в музея на ВМРО в Скопие. Въпреки това и до днес обществото на Северна Македония не припознава Тодор Александров, Иван Михайлов, Мара Бунева и други революционери от ВМРО за свои герои и периодично унищожава или осквернява техни паметници, поставени там от местни българи.